# Нетримання калу
Нетримання калу, або в деяких формах, енкопрез, є відсутністю контролю над дефекацією, що призводить до мимовільної втрати вмісту кишечника, включаючи гази (метеоризм), елементи рідкого стулу та слиз або твердий кал. 
Нетримання калу - це ознака або симптом, а не діагноз. Може бути наслідком різних причин і може виникнути при запорах або діареї. Нетримання калу забезпечується декількома взаємопов’язаними факторами, включаючи ректоанальний гальмівний рефлекс, і зазвичай є результатом дефіциту багатьох механізмів. Вважається, що найпоширенішими причинами є негайні або відстрочені пошкодження після пологів, ускладнення аноректальної операції (особливо при залученні анального сфінктера або судинних подушок гемороїдальних вузлів), розлади спорожнення кишечника (наприклад, викликані синдромом подразненого кишечника, хворобою Крона, виразковим колітом, харчовою непереносимістю або запором із переповненням).  Цифри поширеності різняться: за оцінками, це стосується 2,2% дорослих в лікарняних установах , тоді як у період з 2005 по 2010 рік серед дорослих США, які не перебували в установах, було зареєстровано 8,39%, а серед осіб похилого віку цифри наближаються до 50%.  
Нетримання калу має три основні наслідки: місцеві реакції періанальної шкіри та сечовивідних шляхів, включаючи мацерацію (пом’якшення та відбілювання шкіри через постійну вологість), інфекції сечовивідних шляхів або пролежні,  фінансові витрати для окремих осіб (через вартість ліків і засобів для лікування нетримання, а також зниження продуктивності), витрати для роботодавців (лікарняні), для медичних страхових компаній і суспільства загалом (витрати на охорону здоров’я, безробіття)  і пов'язане з цим зниження якості життя.  Часто спостерігаються зниження самооцінки, сором, приниження, депресія, потреба організувати життя навколо легкого доступу до туалету та уникнення улюблених занять.  Нетримання калу є прикладом стигматизованого захворювання, яке створює перешкоди для успішного лікування та погіршує проблему.  Люди можуть бути занадто збентежені, щоб звернутися за медичною допомогою і намагатися самостійно впоратися з симптомом в таємниці від інших.
Нетримання калу є одним із найбільш психологічно та соціально виснажливих станів у здорової людини, і, як правило, піддається лікуванню.  Понад 50% госпіталізованих тяжкохворих оцінили нетримання сечі або калу як «гірше смерті».  Лікування може бути досягнуто за допомогою індивідуального поєднання дієтичних, фармакологічних і хірургічних заходів. Медичні працівники часто погано поінформовані про варіанти лікування  і можуть не розпізнати ефекти нетримання калу. 

## Ознаки та симптоми
Нетримання калу впливає практично на всі аспекти життя людей, значно погіршуючи фізичне та психічне здоров’я та впливаючи на особисте, соціальне та професійне життя. Емоційні наслідки можуть включати стрес, страх, тривогу, виснаження, страх публічного приниження, відчуття бруду, поганий образ тіла, зниження бажання сексу, гнів, приниження, депресію, ізоляцію, закритість, розчарування та збентеження. Деякі пацієнти справляються, контролюючи свої емоції чи поведінку. Фізичні симптоми, такі як біль і неприємний запах, також можуть впливати на якість життя. Часто страждають фізична активність, така як шопінг або фізичні вправи. Подорожі вимагають ретельного планування. Для більшості також характерні проблеми на роботі. Стосунки, соціальна діяльність і самооцінка також часто страждають.  Симптоми можуть посилюватися з часом. 

## Причини
Нетримання калу є ознакою або симптомом, а не діагнозом  і має довгий перелік причин. Зазвичай це результат складної взаємодії кількох співіснуючих факторів, багато з яких можна легко виправити.  До 80% людей можуть мати більше однієї аномалії, яка сприяє нетриманню калу.  Дефіцит окремих функціональних компонентів механізму утримання калу може бути частково компенсований протягом певного періоду. Наприклад, акушерська травма десятиліттями може передувати появі нетримання, але постменопаузальні зміни міцності тканин, у свою чергу, знижують потужність компенсаторних механізмів.   Вважається, що найпоширенішими факторами розвитку нетримання є акушерські травми та наслідки аноректальної хірургії, особливо тих, що стосуються анального сфінктера та гемороїдальних судинних подушок. 
Більшість людей старше 18 років, які страждають на нетримання, належать до однієї з кількох груп: 
- зі структурними аноректальними аномаліями (травма сфінктера,
- дегенерація сфінктера, періанальна нориця, випадіння прямої кишки),
- неврологічні розлади (розсіяний склероз, травма спинного мозку, розщелина хребта, інсульт тощо),
- запор / фекальне навантаження (наявність великої кількості фекалій у прямій кишці зі стулом будь-якої консистенції),
- когнітивні та/або поведінкові дисфункції (деменція, труднощі з навчанням),
- діарея,
- запальні захворювання кишечника (наприклад, виразковий коліт, хвороба Крона),
- синдром подразненого кишечника, пов’язані з інвалідністю (люди, які слабкі, гостро хворі або мають хронічну / гостру інвалідність),
- ідіопатичні випадки (невідомої причини). [8] [11]

Відомо також, що цукровий діабет є причиною нетримання, але механізм цього зв’язку недостатньо вивчений. 

### Пологи
Вагінальні пологи спричиняють розтягнення тазових м’язів  і статевого нерва. Акушерська травма є основною причиною нетримання калу.  Акушерська травма може призвести до розриву анального сфінктера, і деякі з цих травм можуть бути прихованими (невиявленими). Ризик травми найбільший, коли пологи були особливо важкими або тривалими, коли використовуються щипці, при народженні дитини з великою вагою або коли виконується серединна епізіотомія. Травму виявляють лише після післяопераційного дослідження, наприклад при ендоанальному ультразвоковому дослідженні. 
Вагінальні пологи можуть призвести до пошкодження статевого нерва. Статевий нерв може отримати незворотне ушкодження, якщо його розтягнути більше ніж на 12% від початкової довжини.   Нерв особливо вразливий до пошкодження розтягнення під час пологів через хід нерва , оскільки він проходить у безпосередній близькості від тазових м’язів (грушоподібного та куприкового м’язів) і зв’язок, перш ніж вийти та потім знову увійти в тазову порожнину.  Пошкодження, ймовірно, відбувається на виході з статевого каналу, оскільки в цьому місці хід нерва відносно фіксований.  Під час пологів відбувається розтягнення, особливо з боку голови дитини.  Ризик зростає під час пологів плода, більшого за середній, або при тривалих (особливо на другій стадії) чи важких пологах.  Ризик пошкодження статевого нерва також вищий, якщо використовувати акушерські щипці.  Було продемонстровано, що у 60% жінок, які отримали акушерські розриви, також було пошкоджено статевий нерв.  Будь-яке пошкодження статевого нерва, що виникає під час пологів, може стати повністю очевидним лише через роки, наприклад, на початку менопаузи. 

### Хірургія
Нетримання калу є ускладненням хірургічного втручання, про яке  повідомляють недостатньо. Внутрішний анальний сфінктер легко пошкодити анальним ретрактором (особливо анальним ретрактором Парка), що призводить до зниження його тиску в спокої після операції. Оскільки гемороїдальні судинні подушечки забезпечують 15% анального тонусу в стані спокою, хірургічні втручання на цих структурах можуть вплинути на стан утримання калу.  Часткова внутрішня сфінктеротомія, фістулотомія, анальне розтягнення (операція Лорда), гемороїдектомія або переміщення трансанального клаптя можуть призвести до післяопераційного нетримання, причому забруднення білизни є набагато більш поширеним явищем, ніж нетримання твердого калу. «Деформація замкової щілини» відноситься до рубців в анальному каналі і є ще однією причиною витоку слизу та незначного нетримання калу. Цей дефект також описується як борозенка в стінці анального каналу і може виникнути після задньої серединної фісуректомії або фістулотомії, або при латеральних дефектах анального сфінктера.  Існує підвищений ризик розвитку нетримання калу після радикальної простатектомії з приводу раку простати. 

### Слабкість анального сфінктера
Анальний канал є останнім бар'єром для утримання калу. Тонус анального каналу в спокої не є єдиним важливим фактором. Для утримання необхідні як довжина зони високого тиску, так і її радіальний перехід сили. Це означає, що навіть при нормальному тиску в анальному каналі вогнищеві дефекти, такі як деформація замкової щілини, можуть бути причиною істотних симптомів. Дисфункція зовнішнього анального сфінктера (ЗАС) пов’язана з порушенням довільного контролю, тоді як дисфункція внутрішнього анального сфінктера (ВАС) пов’язана з порушенням тонкої настройки контролю калу.  Дефекти ЗАС пов'язані з нетриманням калу.  ЗАС інервується статевим нервом. Пошкодження інервації ЗАС з одного боку може не призвести до серйозних симптомів, оскільки існує значне перекриття іннервації нервів з іншого боку.  ВАС отримує зовнішню вегетативну іннервацію через нижнє гіпогастральне сплетення, причому симпатична іннервація походить від спинальних рівнів L1-L2, а парасимпатична іннервація – від S2-S4.  Порушення функції ВАС призводить до зниження тиску спокою в анальному каналі. Це явище пов'язано з пасивним витоком. 
Ураження, які механічно перешкоджають або перешкоджають повному закриттю анального каналу, можуть спричинити рідкий стул або слизові виділення з прямої кишки. Такі ураження включають геморой (запалений геморой), анальні тріщини, анальний рак або свищі. 
Нетравматичні стани, що викликають слабкість анального сфінктера, включають склеродерму, пошкодження статевих нервів і дегенерацію ВАС невідомої причини. 

### Слабкість тазового дна та пудендальна невропатія
Багато людей з нетриманням мають загальну слабкість тазового дна, особливо м'яз-підіймач ануса.  Ослаблення цього м'яза призводить до розширення аноректального кута та порушення бар’єру для калу в прямій кишці, що входить в анальний канал, що пов’язано з нетриманням твердих елементів. Аномальне опущення тазового дна також може бути ознакою слабкості тазового дна. Аномальне опускання промежини проявляється як синдром низхідної промежини (>4 см промежини).  Цей синдром спочатку спричиняє запор, а пізніше нетримання. Тазове дно іннервується пудендальним нервом і гілками S3 і S4 тазового сплетення. У разі повторного напруження, наприклад під час важких пологів або тривалого запору, травма розтягнення може пошкодити нерви, що живлять м'яз-підіймач ануса. Якщо м’язи тазового дна втрачають іннервацію, вони перестають скорочуватися, а їх м’язові волокна з часом заміщуються фіброзною тканиною, що пов’язано зі слабкістю тазового дна та нетриманням. Збільшення моторної затримки закінчення статевого нерва може вказувати на слабкість тазового дна.  Пудендальна нейропатія (пошкодження нервів) виявляється приблизно у 70% людей з нетриманням калу. 

### Утруднення дефекації (неповне випорожнення)
Нормальна евакуація вмісту прямої кишки становить 90-100%.  Якщо під час дефекації відбувається неповна евакуація, залишки калу залишаються в прямій кишці та загрожують утриманню калу після завершення дефекації. Це властивість людей із забрудненням білизни та шкіри через утруднену дефекацію.  Утруднена дефекація часто є наслідком анізму (парадоксального скорочення або розслаблення пуборектального м'яза).  У той час як анізм є в основному функціональним розладом, органічні патологічні ураження можуть механічно перешкоджати евакуації прямої кишки. Інші причини неповної евакуації включають дефекти без спорожнення, такі як ректоцеле. Напруження при дефекації штовхає стул у ректоцеле, яке діє як дивертикул і викликає секвестрацію калу. Після того, як довільна спроба дефекації, хоча й нефункціональна, завершується, довільні м’язи розслабляються, і залишковий вміст прямої кишки може спуститися в анальний канал і викликати витік.  Різні типи пролапсу заднього відділу (наприклад, зовнішній пролапс прямої кишки, пролапс слизової оболонки та внутрішня інвагінація прямої кишки та синдром солітарної виразки прямої кишки ) також можуть спричинити супутню утруднену дефекацію.

### Знижена ємність прямої кишки
Пряма кишка повинна мати достатній об’єм для зберігання калу до дефекації. Стінки прямої кишки повинні бути «піддатливими», тобто здатними розтягуватися до такої міри, щоб вмістити кал.  Ректальний накопичувальний потенціал (тобто ректальний об’єм + ректальна податливість) може бути змінений наступним чином. Хірургічне втручання на прямій кишці (наприклад, нижня передня резекція, яка часто виконується при колоректальному раку), променева терапія, спрямована на пряму кишку, і запальні захворювання кишечника можуть спричинити утворення рубців, що може призвести до того, що стінки прямої кишки стають жорсткими та нееластичними, зменшуючи податливість. Зменшена ємність прямої кишки може призвести до імперативного нетримання , коли виникає нагальна потреба дефекації, як тільки кал потрапляє в пряму кишку, де зазвичай він зберігається до тих пір, поки його не буде достатньо для розтягнення стінок прямої кишки та початку циклу дефекації. Пухлини та стриктури прямої кишки також можуть порушувати резервуарну функцію.

### Ректальна гіпочутливість
Ректальне відчуття необхідне для визначення наявності, характеру та кількості вмісту прямої кишки.  Зниження ректальної чутливості може бути сприяючим фактором. Якщо чутливі нерви пошкоджені, виявлення калу в прямій кишці притупляється або взагалі відсутнє, і людина не відчуває потреби в дефекації. Гіпочутливість прямої кишки може проявлятися у вигляді запору, нетримання або обох цих явищ. Повідомлялося, що ректальна гіпочутливість присутня у 10% людей з нетриманням.  Пудендальна нейропатія є однією з причин гіпочутливості прямої кишки та може призвести до фекального переповнення, мегаректуму та нетримання калу (нетримання калу переповнення). 

### Нетримання переповнення
Це явище може статися, коли в прямій кишці є велика маса калу (калове переповнення), яка може затвердіти (фекальний імпакт). Елементи рідкого стулу можуть проходити повз перешкоди, що призводить до нетримання. Мегаректум (збільшений об’єм прямої кишки) і гіпочутливість прямої кишки пов’язані з нетриманням переповнення. Через цей механізм нетримання калу може розвинутися у госпіталізованих пацієнтів і мешканців будинків догляду , можливо, в результаті недостатньої рухливості, зниженої уваги, запорного ефекту ліків та/або зневоднення. При нетриманні калу через переповнення пряма кишка постійно роздута через наявність затримки калу.  Таким чином, постійно активується ректально-анальний гальмівний рефлекс (RAIR), тобто розслабляється внутрішній анальний сфінктер, що не знаходиться під довільним контролем. 
| Препарат/механізм дії                                             | Загальні приклади |
| ----------------------------------------------------------------- | --- |
| Препарати, що змінюють тонус сфінктера                            | Нітрати, антагоністи кальцієвих каналів, антагоністи бета-адренорецепторів ( бета-блокатори ), силденафіл, селективні інгібітори зворотного захоплення серотоніну |
| Антибіотики широкого спектру дії                                  | Цефалоспорини, пеніциліни, макроліди |
| Препарати місцевого застосування на задній прохід (знижують тиск) | Мазь гліцерилтринітрату, гель дилтіазему, крем бетанехол, ін’єкція ботулотоксину А                                                                                |
| Препарати, що викликають профузну діарею                          | Проносні засоби, метформін, орлістат, селективні інгібітори зворотного захоплення серотоніну, антациди, що містять магній, дигоксин                               |
| Запорні препарати                                                 | Лоперамід, опіоїди, трициклічні антидепресанти, алюмінійвмісні антациди, кодеїн                                                                                   |
| Транквілізатори / снодійні (знижують пильність)                   | Бензодіазепіни, трициклічні антидепресанти, селективні інгібітори зворотного захоплення серотоніну, антипсихотики                                                 |

### Центральна нервова система
Утримання калу потребує свідомого та підсвідомого зв’язку інформації з аноректальної ділянки та до неї. Дефекти / пошкодження головного мозку можуть впливати на центральну нервову систему локально (наприклад, інсульт, пухлина, ураження спинного мозку, травма, розсіяний склероз) або дифузно (наприклад, деменція, розсіяний склероз, інфекція, хвороба Паркінсона або дія ліків).   Нетримання калу  (і нетримання сечі) також може виникнути під час епілептичних нападів.  Дуральна ектазія є прикладом ураження спинного мозку, яке може вплинути на утримання калу. 

### Діарея
Рідкий стул важче контролювати, ніж сформований твердий. Таким чином, нетримання може посилюватися діареєю.  Деякі вважають діарею найпоширенішим обтяжливим фактором.  Якщо діарея спричинена тимчасовими проблемами, наприклад легкими інфекціями або реакцією на їжу, нетримання має тенденцію бути короткочасним. Хронічні захворювання, такі як синдром подразненого кишечника або хвороба Крона, можуть спричинити важку діарею, яка триває тижнями або місяцями. Хвороби, ліки та харчові жири, що не перетравлюються, які перешкоджають кишковому всмоктуванню, можуть спричинити стеаторею (жирні виділення з прямої кишки та жирну діарею) та нетримання. Відповідні приклади включають муковісцидоз, орлістат і олестру. Діарея після холецистектомії – це діарея, яка виникає після видалення жовчного міхура через надлишок жовчної кислоти.  Орлістат - це препарат проти ожиріння (для втрати ваги), який блокує засвоєння жирів. Він може викликати побічні ефекти нетримання калу, діарею та стеаторею. 

### Радіація
Ураження радіацією може виникнути під час променевої терапії, наприклад, при раку простати. Радіаційно-індуковане нетримання калу може охоплювати анальний канал, а також пряму кишку, коли виникають проктит, утворення анальної нориці та зниження функції внутрішнього та зовнішнього сфінктера. 

### Травма
Нетримання калу внаслідок травми зустрічається рідко.  Рідкісні причини травматичного ушкодження анального сфінктера включають військові або дорожньо-транспортні пригоди, ускладнені переломами таза, травмами хребта або розривами промежини, введенням сторонніх тіл у пряму кишку та анальним сексуальним насильством . 

### Анальне проникнення
Більшість людей, які займаються анальним сексом, не відчувають подальшого нетримання калу. Однак деякі випадки анального сексу пов'язані з підвищеним ризиком. Фактори ризику включають високу частоту зношень і такі практики, як анальний фістинг, вживання психоактивних речовин і БДСМ.  Жінки мають менший тиск в анальному каналі та менш міцні сфінктери, ніж чоловіки, що може зробити їх більш вразливими до нетримання калу, особливо якщо використовується примус. 

### Вроджені вади
У дітей причинами можуть бути аноректальні аномалії та дефекти спинного мозку. Зазвичай їх виявляють і оперують у ранньому віці, але після цього утримання калу часто є неповним. 

## Патофізіологія

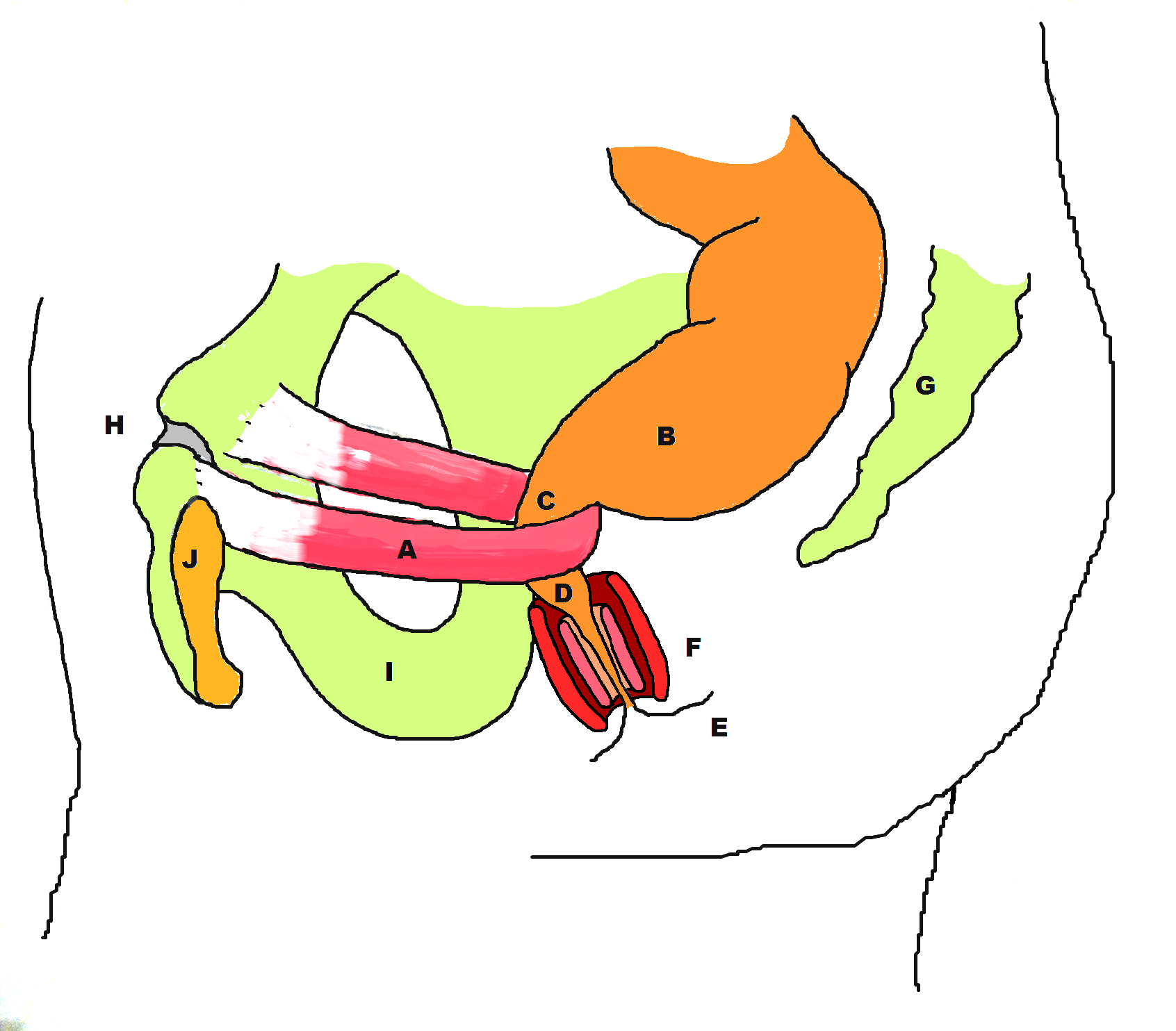
Стилізована схема, що показує дію пуборектального слінгу, петлю пуборектального м’яза навколо кишки. Вона тягне кишку вперед і утворює аноректальний кут, кут між анальним каналом і прямою кишкою. A - пуборектальний м'яз, B - пряма кишка, C - рівень аноректального кільця та аноректального кута, D - анальний канал, E - анальний край, F - презентація внутрішнього та зовнішнього анального сфінктерів, G - куприк і криж, H - лобковий симфіз, I - сіднична кістка, J - лобкова кістка.

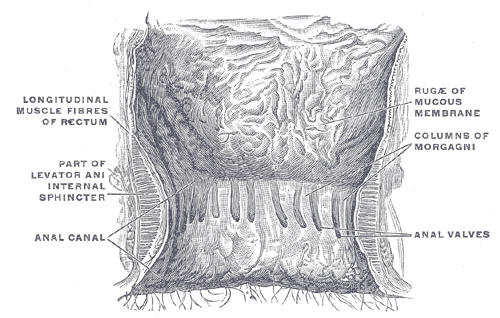
Будова анального каналу

Механізми та чинники, що сприяють нормальному утриманню калу, різноманітні та взаємопов’язані. Пуборектальна петля, утворюючи аноректальний кут (див. схему), відповідає за загальне утримання твердого стулу.  Внутрішній анальний сфінктер (ВАС) — це мимовільний м’яз, який створює приблизно 50-85% анального тиску в спокої.  Разом із гемороїдальними судинними подушками ВАС підтримує утримання газів і рідини під час спокою. Зовнішний анальний сфінктер (ЗАС) - це довільний м'яз, який подвоює тиск в анальному каналі під час скорочення, що можливо на короткий час. Ректально-гальмівний рефлекс (RAIR) — це мимовільне розслаблення ВАС у відповідь на розтягнення прямої кишки, що дозволяє деякому вмісту прямої кишки опуститися в анальний канал, де він контактує зі спеціальною сенсорною слизовою оболонкою для визначення консистенції. Збудливий рефлекс прямої кишки (RAER) — це початкове, напівдовільне скорочення ЗАС і пуборектального м'яза, що, у свою чергу, запобігає нетриманню після RAIR. Інші чинники включають спеціалізовану антиперистальтичну функцію останньої частини сигмовидної кишки, яка утримує пряму кишку порожньою більшу частину часу, відчуття у слизовій оболонці прямої кишки та анального каналу, щоб визначити, коли у ньому є кал, його консистенцію та кількість, а також наявність нормальних ректоанальних рефлексів і циклу дефекації, який повністю евакуює кал із прямої кишки та анального каналу. Причиною можуть бути проблеми, що впливають на будь-який із цих механізмів і факторів. 

## Діагностика
Виявлення точних причин зазвичай починається з ретельного збору анамнезу, включно з детальним опитуванням щодо симптомів, звичок, дієти, прийому ліків та інших медичних проблем. Пальцеве ректальне дослідження проводиться для оцінки тиску в спокої та довільного скорочення (максимального стиснення) сфінктерного комплексу та пуборектального м’яза. Можуть бути виявлені дефекти анального сфінктера, випадання прямої кишки та аномальне опущення промежини. 
Існують фізіологічні тести, які оцінюють функціонування аноректального апарату. Аноректальна манометрія вимірює тиск, що створюється анальним сфінктером і пуборектальним м’язом під час спокою та скорочення. Процедура також дозволяє оцінити чутливість анального каналу і прямої кишки. Анальна електроміографія перевіряє пошкодження нервів, яке часто пов’язане з акушерською травмою. Дослідження моторної латентності термінальної частини статевого нерва діагностує пошкодження його рухових волокон. Проктографія, також відома як дефекографія, показує, скільки калу може вмістити пряма кишка, наскільки добре пряма кишка його утримує  і евакуює. Цей метод також дозволяє висвітлити дефекти в структурі прямої кишки, такі як внутрішня інвагінація. 
Альтернативою є динамічна МРТ органів малого таза, також відома як МРТ-дефекографія.  Проктосигмоїдоскопія передбачає введення ендоскопа (довгої тонкої гнучкої трубки з камерою) в анальний канал, пряму кишку та сигмовидну кишку. Процедура дозволяє візуалізувати внутрішню частину кишечника та може виявити ознаки захворювання або інші проблеми, наприклад запалення, пухлини або рубцева тканина. 
Ендоанальне ультразвукове дослідження, яке деякі вважають золотим стандартом для виявлення уражень анального каналу , оцінює структуру анальних сфінктерів і може виявити приховані розриви сфінктера, які інакше залишилися б непоміченими.
Функціональн нетримання калу є поширеним явищем.  Римський процес опублікував діагностичні критерії для функціонального нетримання калу, яке було визначено як «повторне неконтрольоване проходження фекального матеріалу в особи з віком розвитку принаймні чотири роки». Діагностичними критеріями є один або більше з наступних факторів, присутніх протягом останніх трьох місяців: 1) ненормальне функціонування нормально іннервованих і структурно непошкоджених м’язів, 2) незначні аномалії структури / іннервації сфінктера, 3) нормальне або невпорядковане випорожнення (тобто затримка калу або діарея) і 4) психологічні причини. Крім того, наведено критерії виключення. Усі ці фактори необхідно виключити для діагностики функціонального нетримання. Це аномальна іннервація, спричинена ураженням головного мозку (наприклад, деменція), спинного мозку (на рівні  T12 або нижче), або корінців крижового нерва, або змішаних уражень (наприклад, розсіяний склероз), або як частина генералізованої периферичної чи вегетативної нейропатії (наприклад, через діабет), аномалії анального сфінктера, пов’язані з мультисистемне захворювання (наприклад, склеродермія) і структурні або нейрогенні аномалії, які є основною причиною. 

### Визначення
Для нетримання калу загальноприйнятого визначення немає , але зазвичай воно визначається як періодична нездатність свідомо контролювати проходження вмісту кишечника через анальний канал і видаляти його в соціально прийнятному місці та часі, що виникає в осіб старше чотирьох років.      «Соціальна стриманість» має різні визначення для цілей дослідження, однак, як правило, це стосується симптомів, які контролюються до міри, прийнятної для відповідної особи, без істотного впливу на її життя. Не існує консенсусу щодо найкращого способу класифікації нетримання калу , і для цього використовується кілька методів.
Симптоми можуть бути прямо чи опосередковано пов’язані з втратою контролю над кишечником. Прямим (первинним) симптомом є відсутність контролю над вмістом кишечника, яка без лікування має тенденцію погіршуватися. До непрямих (вторинних) симптомів, які є результатом підтікання калу, належать свербіж ануса, періанальний дерматит (подразнення та запалення шкіри навколо заднього проходу) та інфекції сечовивідних шляхів.  Через збентеження люди можуть лише згадувати вторинні симптоми, і не визнавати нетримання. Будь-яка основна основна причина викличе додаткові ознаки та симптоми, такі як випинання слизової оболонки при зовнішньому випадінні прямої кишки. Симптоми підтікання калу  схожі і можуть виникати після дефекації. Може спостерігатися втрата невеликої кількості коричневої рідини та плями на білизні. 

### Типи
Нетримання калу можна розділити на ті випадки, коли люди відчувають позиви до дефекації перед підтіканням (імперативне нетримання), і ті, коли пацієнти не відчувають жодних відчуттів перед підтіканням (пасивне нетримання).  Імперативне нетримання  характеризується раптовою потребою дефекації, при якому не вистачає часу, щоб дійти до туалету. Позиви та пасивне нетримання можуть бути пов’язані зі слабкістю зовнішнього анального сфінктера (ЗАС) і внутрішнього анального сфінктера (ВАС) відповідно. Термінові позиви також можуть бути пов’язані зі зменшенням об’єму прямої кишки, зниженою здатністю стінок прямої кишки розтягуватися та вміщувати стул, а також підвищеною ректальною чутливістю. 
Існує безперервний спектр різних клінічних проявів від нетримання газів через нетримання слизу або рідкого стулу до твердих виділень. Термін «анальне нетримання калу» часто використовується для опису нетримання газів  (тобто мимовільної втрати газів).  В інших джерелах термін анальне нетримання розрізняють як мимовільне виділення калу або виділення газів, викликане втратою контролю над анальним сфінктером,   тоді як нетримання калу може визначатися як мимовільна втрата твердих або рідких калових мас, що також може бути спричиненно поганою гігієною, гемороєм, випаданням прямої кишки та анальним свищем.    Нетримання рідини чи твердих тіл може бути одночасним або може проявлятися ізольовано. Нетримання газів може бути першою ознакою нетримання калу.  Після появи нетримання газів відновлення буває рідко.  Анальне нетримання може стати причиною інвалідизації, як і інші види нетримання.  Однак термін анальне нетримання також часто використовується як взаємозамінний синонім поняття "нетримання калу".   
Витік калу, забруднення калом і просочування калу є незначними ступенями нетримання і описують нетримання рідкого стулу, слизу або дуже невеликої кількості твердого калу. Ці ознаки охоплюють спектр симптомів, що посилюються (забарвлення білизни, забруднення білизни, просочування та нещасні випадки).  Рідко незначне нетримання у дорослих можна описати як енкопрез. Підтікання калу пов’язане з ректальними виділеннями, але цей термін не обов’язково означає будь-який ступінь нетримання. Виділення зазвичай відносяться до станів, коли є гній або підвищене утворення слизу, або анатомічні ураження, які перешкоджають повному закриттю анального каналу, тоді як підтікання калу зазвичай стосується розладів функції ВАС і функціональних розладів евакуації, які спричиняють утримання твердої калової маси в прямій кишці. Нетримання твердого калу може називатися повним (або великим) нетриманням, а будь-яке інше – частковим (або малим) нетриманням (тобто нетриманням газів, рідкого стулу та/або слизу). 
У дітей віком від чотирьох років, яких привчили до туалету, подібний стан зазвичай називають енкопрезом (або забрудненням), що означає довільну або мимовільну втрату (зазвичай м’якого або напіврідкого) калу.  Термін «псевдонетримання» використовується, коли нетримання наявне у дітей, які мають анатомічні дефекти (наприклад, збільшення сигмовидної кишки або анальний стеноз).  Енкопрез - це термін, який зазвичай застосовують, коли таких анатомічних дефектів немає. МКХ-10 класифікує неорганічний енкопрез як «поведінкові та емоційні розлади з початком, як правило, у дитинстві та підлітковому віці» та органічні причини енкопрезу разом із нетриманням. 

### Клінічне дослідження
Існує кілька шкал тяжкості нетримання калу. Шкала Клівлендської клініки (Векснер) враховує п’ять параметрів, які оцінюються за шкалою від нуля (відсутність) до чотирьох (щодня) частот нетримання газів, рідини, твердих частинок, необхідності носити прокладки та зміни способу життя. 
Шкала Парк включає чотири категорії:
1. утримання газів, рідкого та твердого стулу
2. утримання твердого та рідкого стулу, але нетримання газів (з або без невідкладними позивами).
3. утримання твердого стулу, але нетримання рідкого стулу або газів.
4. нетримання сформованого стулу (повне нетримання). [51]

Індекс тяжкості нетримання калу базується на чотирьох типах підтікання (газ, слиз, рідкий стул, твердий стул) і п’яти частотах (один-три рази на місяць, раз на тиждень, два рази на тиждень, один раз на день, двічі або більше на день). Інші шкали тяжкості включають AMS, Пескаторі, Вільямса, Кірвана, Міллера, Сан-Марко та Вейзі. 

### Диференційна діагностика
Нетримання калу може проявлятися ознаками, схожими на виділення з прямої кишки (наприклад, нориці, проктит або ректальний пролапс), псевдонетримання, енкопрез (без органічних причин) і синдром подразненого кишечника. 

## Лікування
| Консистенція калу            | причина                | Перший рядок                  | Друга лінія                               |
| ---------------------------- | ---------------------- | ----------------------------- | ----------------------------------------- |
| Діарея                       | Запалення              | Протизапальні засоби          | Запорні препарати                         |
| Псевдодіарея                 | Енкопрез               | Проносні засоби               | Промивання                                |
| Твердий                      | Тазове дно             | Біологічний зворотний зв'язок | Стимуляція крижового нерва                |
| Твердий                      | Сфінктер інтактний     | Стимуляція крижового нерва    | Промивання                                |
| Твердий                      | Розрив сфінктера       | Анальний ремонт               | Стимуляція сакрального нерва/неосфінктера |
| Твердий                      | Анальна атрезія        | Промивання                    | Неосфінктер                               |
| Твердий                      | Випадання прямої кишки | Ректопексія                   | Резекція промежини                        |
| Забруднення білизни та шкіри | Дефект замкової щілини | Промивання                    | Імплантат PTQ                             |

Нетримання калу, як правило, піддається консервативному лікуванню, хірургічному втручанню або обом.  Успіх лікування залежить від виявлення точних причин і того, наскільки легко їх усунути.  Вибір лікування залежить від причини та тяжкості захворювання, а також від мотивації та загального стану здоров’я хворого. Зазвичай застосовуються консервативні заходи, а при необхідності – хірургічне втручання. Можна спробувати лікування, доки симптоми не стануть задовільно контрольовані. Запропоновано алгоритм лікування, що базується на усуненні причин, включаючи консервативні, безопераційні та хірургічні заходи. 

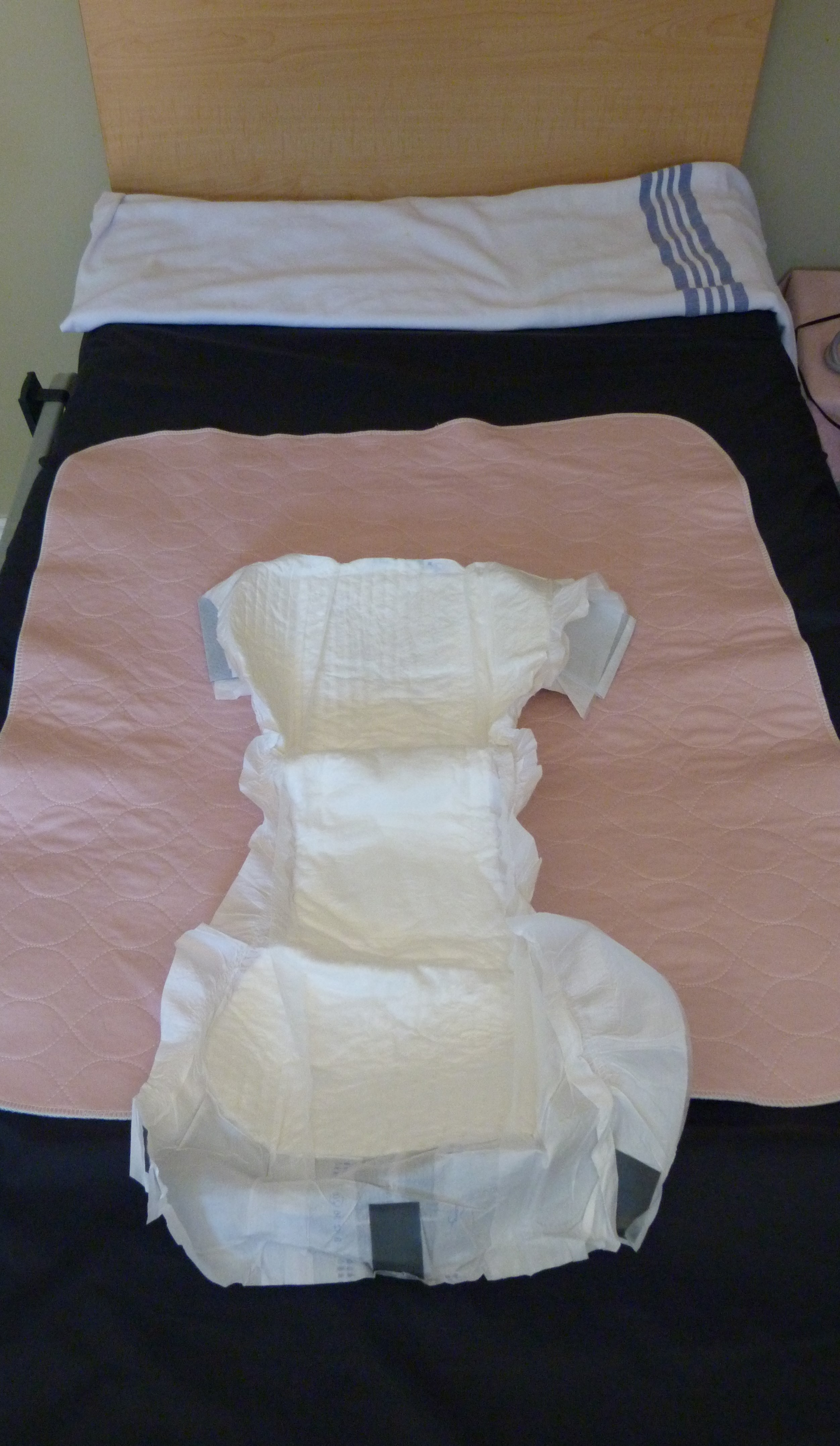
Засоби для нетримання

Консервативні заходи включають модифікацію дієти, медикаментозне лікування, ретроградне анальне зрошення, вправи для тренування анального сфінктера за біологічним зворотним зв’язком. Товари для лікування нетримання сечі стосуються таких пристроїв, як анальні пробки та промежинні прокладки, а також одягу, наприклад пелюшок і підгузок. Промежинні прокладки ефективні та прийнятні лише при незначному нетриманні.  Якщо всі інші заходи неефективні, варіантом може бути видалення всієї товстої кишки.

### Дієта
Корекція дієти може бути важливою для успішного лікування нетримання калу.  Як діарея, так і запор можуть бути причиною різних випадків, тому поради щодо дієти повинні бути адаптовані для усунення основної причини, інакше вони можуть бути неефективними або контрпродуктивними. 
Для людей із загостренням захворювання через діарею або з ректальним навантаженням можуть бути корисними наступні рекомендації: збільшити споживання харчових волокон,  зменшити споживання цільнозернових каш / хліба; зменшити кількість фруктів і овочів, які містять природні проносні сполуки (ревінь, інжир, чорнослив / слива ); обмежити квасолю, бобові, капусту та паростки; зменшити кількість спецій (особливо чилі ); зменшити штучні підсолоджувачі (наприклад, жувальну гумку без цукру); зменшити вживання алкоголю (особливо стаут, пиво та ель); зменшити споживання лактози, якщо є певний ступінь лактазної недостатності; зменшити кількість кофеїну. Кофеїн знижує тонус спокою анального каналу, а також викликає діарею. Надмірні дози вітаміну С, магнію, фосфору та/або кальцієвих добавок можуть посилити нетримання калу. Також може допомогти зменшення споживання замінника жиру олестра. 

### Ліки
Фармакологічне лікування може включати засоби проти діареї / запору та проносні засоби / агенти. Припинення або заміна будь-якого попереднього засобу, який викликає діарею, може бути корисним у деяких випадках (див. таблицю). Однак достовірних доказів використання будь-яких ліків немає. 
У людей, які перенесли видалення жовчного міхура, секвестрант жовчних кислот холестирамін може допомогти при незначних ступенях нетримання калу.  Наповнювачі також поглинають воду, тому можуть бути корисними для тих, хто страждає на діарею. Поширеним побічним ефектом є здуття живота та метеоризм. Якщо є ознаки періанального кандидозу можна використовувати місцеві препарати для лікування та профілактики дерматиту, наприклад місцеві протигрибкові засоби, або легкі місцеві протизапальні препарати. Профілактика вторинних уражень здійснюється очищенням промежини, зволоженням, використанням засобів захисту шкіри. 

### Інші заходи
Можуть бути призначені допоміжні засоби для евакуації (супозиторії або клізми), наприклад супозиторії з гліцерином або бісакодилом. У людей може бути поганий тонус анального каналу в стані спокою, і, отже, вони можуть бути не в змозі утримувати клізму, і в цьому випадку кращим варіантом може бути трансанальне зрошення (ретроградне анальне зрошення), оскільки в цьому обладнанні , щоб запобігти втраті іригаційного наконечника та забезпечення водонепроникненого ущільнення під час зрошення використовується надувний катетер. Потрібний об’єм теплої води обережно закачується в товсту кишку через задній прохід. Людей можна навчити проводити це лікування вдома, але для цього потрібне спеціальне обладнання. Якщо зрошення ефективне, стул досягне прямої кишки не раніше ніж через 48 годин.  У пацієнтів з нетриманням та/або запорами, регулярне спорожненне кишечника за допомогою трансанального зрошення може відновити контрольовану функцію кишечника. Це дає змогу контролювати час і місце евакуації та розробку послідовного режиму дефекації.  Однак протягом дня може статися постійне витікання залишків іригаційної рідини, що робить цей варіант некорисним, особливо в осіб із синдромом утрудненої дефекації, у яких може бути неповна евакуація будь-якого вмісту прямої кишки. Отже, найкращий час для зрошення – зазвичай вечір, що дозволяє будь-якій залишковій рідині вийти наступного ранку, до виходу з дому. Такі ускладнення, як електролітний дисбаланс і перфорація, зустрічаються рідко. Ефект трансанального зрошення значно відрізняється для різних людей. Деякі відчувають повний контроль над нетриманням калу, а інші повідомляють про незначну або повну відсутність користі.  Для деяких осіб було запропоновано домашнє ретроградне анальне зрошення. 
Біологічний зворотний зв’язок (використання обладнання для запису або посилення, і наступного зворотного зв’язку функцій організму) є широко використовуваним і дослідженим способом лікування нетримання калу, але його переваги невідомі.  Терапія з біологічним зворотним зв’язком має різні способи її проведення, але невідомо, чи має один тип перевагу над іншим. 
Роль вправ для тазового дна і вправ для анального сфінктера при нетриманні калу визначена недостатньо. Хоча можуть існувати певні переваги, вони здаються менш корисними, ніж імплантовані стимулятори крижового нерва. Ці вправи спрямовані на збільшення сили м’язів тазового дна (переважно м’яза, що піднімає анус). Анальні сфінктери технічно не є частиною групи м’язів тазового дна, але ЗАС є довільним поперечно-смугастим м’язом, який можна зміцнити подібним чином. Не встановлено, чи можуть на практиці люди, які виконують ці вправи, відрізнити вправи для тазового дна від вправ для анального сфінктера. Цей вид вправ частіше використовується для лікування нетримання сечі, ефективність якого має надійну доказову базу. Рідше вони використовуються при нетриманні калу. Ефект від вправ анального сфінктера по-різному визначається як збільшення сили, швидкості або витривалості довільного скорочення ЗАС. 
Також застосовується електростимуляція анальних сфінктерів і м’язів тазового дна, яка викликає скорочення м’язів без традиційних вправ (подібно до черезшкірної електростимуляції нервів, TENS). Докази, що підтверджують користь від його використання, обмежені, і будь-яка користь є умовною.  У світлі вищевикладеного внутрішньоанальна електростимуляція (з використанням анального зонда як електрода) видається більш ефективною, ніж інтравагінальна (з використанням вагінального зонда як електрода).  Рідко в місці розміщення електродів можуть виникати шкірні реакції, але зазвичай ці проблеми вирішуються після припинення процедури. Хірургічно імплантована стимуляція крижового нерва може бути ефективнішою, ніж вправи, а електростимуляція та біологічний зворотний зв’язок можуть бути ефективнішими, ніж вправи чи електростимуляція самі по собі.  TENS також іноді використовується для лікування нетримання калу шляхом транскутанної стимуляції великогомілкового нерва. 
Анальні пробки можуть бути корисні у деяких людей як при  окремому застосуванні, так і в поєднанні з іншими методами.  Анальні пробки (іноді їх називають тампонами) призначені для блокування мимовільної втрати фекального матеріалу, і вони відрізняються за конструкцією та складом.  Повідомлялося, що поліуретанові пробки працюють краще, ніж полівінілові.  Пробки рідше допомагають пацієнтам з частим випорожненням , і більшість пацієнтів їх погано переносять. 

### Хірургія
Хірургічне втручання може бути проведене, якщо консервативних заходів недостатньо для контролю нетримання. Існує багато варіантів, і їх відносна ефективність обговорюється через відсутність якісних доказів. Оптимальним режимом лікування може бути як хірургічне, так і безопераційне лікування.  Варіанти хірургічного втручання можна розділити на чотири категорії: 
- відновлення та покращення залишкової функції сфінктера (сфінктеропластика, стимуляція крижового нерва, стимуляція великогомілкового нерва, корекція аноректальної деформації),
- заміна / імітація сфінктера або його функції (анальне оточення, процедура SECCA, нединамічна грацілопластика, періанальні ін’єкційні наповнювачі та імплантація наповнювача),
- динамічне заміщення сфінктера (штучний сфінктер кишечника, динамічна грацилопластика), антеградна клізма при утриманні (процедура Малоуна)
- відведення калу (наприклад, колостома). [1]

Запропоновано алгоритм хірургічного лікування. Ізольовані дефекти сфінктера можна спочатку лікувати за допомогою сфінктеропластики. Ври невдачі, розглядається стимуляція крижового нерва. При функціональному дефіциті ЗАС та/або ВАС (тобто якщо немає структурного дефекту, або є лише обмежений структурний дефект ЗАС, або нейрогенне нетримання) можна розглянути стимуляцію сакрального нерва. Якщо це не допомагає, може бути показаний неосфінктер з динамічною грацилопластикою або штучний анальний сфінктер. Значні м'язові та/або нервові дефекти можна одразу лікувати за допомогою неосфінктера. 

## Епідеміологія
Вважається, що нетримання калу дуже поширене , але цифри занижені через небажання пацієнтів повідомляти про пробеми. Одне дослідження повідомило про поширеність 2,2% серед загальної популяції.  Ця патологія вражає людей будь-якого віку, але частіше зустрічається у людей похилого віку (але її не слід вважати нормальною частиною старіння).  Жінки частіше хворіють, ніж чоловіки (63% осіб із нетриманням калу старше 30 років можуть бути жінками).  У 2014 році Національний центр статистики охорони здоров’я повідомив, що кожна шоста людина похилого віку в США, яка жила у власному будинку чи квартирі, мала нетримання калу. Чоловіки та жінки страждають однаково.  45–50% людей з нетриманням мають важкі фізичні та / або розумові вади.  Люди з деменцією в чотири рази частіше страждають від нетримання калу порівняно з людьми того ж віку.  
Фактори ризику включають старший вік, жіночу стать, нетримання сечі, вагінальні пологи в анамнезі (пологи без кесаревого розтину), ожиріння,  попередню аноректальну операцію, поганий загальний стан здоров’я та фізичні обмеження. Комбіноване нетримання сечі та калу іноді називають подвійним нетриманням, і воно частіше зустрічається у тих, хто страждає нетриманням сечі. 
Традиційно вважалося, що нетримання калу є незначним ускладненням хірургічного втручання, але тепер відомо, що ціла низка різних процедур пов’язана з цим можливим ускладненням, і іноді на високому рівні. Прикладами є серединна внутрішня сфінктеротомія (ризик 8%), латеральна внутрішня сфінктеротомія, фістулектомія, фістулотомія (18-52%), гемороїдектомія (33%), реконструкція клубово-анального резервуару, нижня передня резекція, тотальна абдомінальна колектомія, уретеросигмоїдостомія  та анальна дилатація (процедура Лорда, 0-50%).  Найчастішою причиною деякі автори вважають акушерську травму. 

## Історія
Хоча перша згадка про нетримання сечі зустрічається в 1500 році до нашої ери в папірусі Еберса, перша згадка про нетримання калу в медичному контексті невідома.  Протягом багатьох століть промивання товстої кишки було єдиним доступним методом лікування. Створення стоми було описано в 1776 році нашої ери, нетримання калу, пов’язане з випаданням прямої кишки було описане в 1873 році, відновлення переднього сфінктера - в 1875 році. 
У середині ХХ-го століття було розроблено кілька операцій для випадків, коли сфінктери були цілими, але ослабленими.  Були розроблені м’язові транспозиції за допомогою великого сідничного м’яза або тонкого м’яза, але вони набули широкого застосування лише пізніше. У 1940 році було показано, що наскрізна сфінктеропластика має високий рівень невдач. У 1971 році Паркс і Макпартлін вперше описали процедуру перехресної сфінктеропластики. Біологічний зворотний зв'язок вперше був представлений у 1974 році.  У 1975 році Паркс описував постанальну реконструкцію, техніку зміцнення тазового дна та ЗАС для лікування ідіопатичних випадків. 
У 1991 році було винайдено ендоанальне ультразвукове дослідження, яке виявляло велику кількість прихованих розривів сфінктера після вагінальних пологів. У 1994 році використання ендоанальної спіралі під час МРТ органів малого тазу забезпечило більшу деталізацію анального каналу, ніж раніше. Протягом останніх 20 років були розроблені динамічна грацилопластика, стимуляція сакрального нерва, ін’єкційні періанальні наповнювачі та радіочастотна абляція, головним чином через відносно низькі показники успіху та високу захворюваність, пов’язану з попередніми операціями. 

## Суспільство і культура
Людей з цим симптомом часто висміюють і піддають остракізму на публіці. Це явище було описано як одне з найбільш психологічно та соціально виснажливих станів у здорової людини. У літніх людей це одна з найпоширеніших причин госпіталізації в будинок похилого віку. Люди, у яких рано розвивається нетримання калу, мають меншу ймовірність одружитися та отримати роботу. Часто люди докладають чимало зусиль, щоб зберегти свій стан в таємниці. Його називають «мовчазною хворобою», оскільки багато пацієнтів не обговорюють проблему зі своїми близькими родичами, роботодавцями чи клініцистами. Вони можуть бути об’єктом пліток, ворожості та інших форм соціальної ізоляції.    Економічній вартості нетримання калу особливої уваги не приділялося.

### Нідерланди
У Нідерландах дослідження 2004 року підрахувало, що загальні витрати на пацієнтів з нетриманням калу становлять 2169 євро на пацієнта на рік. Понад половину цієї суми становила втрата продуктивності в роботі. 

### США
У США середня вартість життя (лікування та подальше спостереження) становила 17 166 доларів на людину в 1996 році. Середня лікарняна плата за сфінктеропластику становила 8555 доларів США за процедуру. Загалом у США загальні витрати, пов’язані з операціями, зросли з 34 мільйонів доларів у 1998 році до 57,5 мільйонів доларів у 2003 році. Стимуляція сакрального нерва, динамічна грацилопластика та колостомія виявилися економічно ефективними. 

### Юридичні аспекти
Справа Хілтібран та інші проти Леві та інших в Окружному суді Сполучених Штатів Західного округу Міссурі призвела появи вимоги від штату Міссурі видавати підгузки дорослим пацієнтам на нетримання калу, за рахунок системи страхування Medicaid.    